# William Wallace
Sir William Wallace, škotski vitez, posestnik in patriot, * med 1272 in 1276, † 23. avgust 1305, Smithfield, London, Anglija.
Znan je po vodstvu upora med vojnami za škotsko neodvisnost. Skupaj z Andrewom Morayjem je premagal angleško vojsko pri Stirlingu in tako postal »Čuvaj Škotske« vse do njegovega poraza pri bitki za Falkirk. Po mnogih letih skrivanja so ga našli v bližini Glasgowa in predali angleškemu kralju Edwardu I., ki ga je dal usmrtiti zaradi izdaje. Na Škotskem velja za narodnega heroja.
Njegova zgodba je navdihnila pesem »Delo in dejanja sir Williama Wallacea, Viteza Elderslieja« (The Acts and Deeds of Sir William Wallace, Knight of Elderslie), ki jo je v 15. stoletju napisal bard Blind Harry, ta pa je služila kot osnova scenarija za film Pogumno srce (Braveheart) iz leta 1995.